# Diamond (álbum de Spandau Ballet)
Diamond es el segundo álbum de la banda inglesa Spandau Ballet. Publicado el 12 de marzo de 1982 por Chrysalis Records. El álbum fue promocionado con el sencillo "Chant No. 1 (I Don't Need This Pressure On)", el cual fue lanzado en 1981, un año antes del disco, y logró el puesto #3 en la UK Singles Chart. El segundo sencillo del LP, "Instinction", apareció en el puesto #10 en la misma lista. Este álbum fue relanzado en un 2 CD remazterizado y extendido llamado "Special Edition" el 8 de marzo de 2010.

## Canciones
Todas las canciones escritas por Gary Kemp
1. "Chant No. 1 (I Don't Need This Pressure On)" - 4:07
2. "Instinction" - 4:47
3. "Paint Me Down" - 3:45
4. "Coffee Club" - 5:32
5. "She Loved Like Diamond" - 2:56
6. "Pharaoh" - 6:37
7. "Innocence and Science" - 4:27
8. "Missionary" - 7:00

## Lista de temas [Limited 4 x 12" Box Set - CBOX 1353]
Todas las canciones escritas por Gary Kemp
- 12" sencillo 1:

1. "Chant No. 1 (I Don't Need This Pressure On) [Remix]" - 8:03
2. "Instinction  [Remix]"- 6:57

- 12" sencillo 2:

1. "Paint Me Down [Remix]" - 6:22
2. "Coffee Club [Remix]" - 6:48

- 12" sencillo 3:

1. "She Loved Like Diamond [Versión extendida]" - 3:37
2. "Pharaoh" - 6:37

- 12" sencillo 4:

1. "Innocence and Science" - 4:27
2. "Missionary" - 7:00

## Edición especial de 2010
Disc 1
1. "Chant No. 1 (I Don't Need This Pressure On)"
2. "Instinction"
3. "Paint Me Down"
4. "Coffee Club"
5. "She Loved Like Diamond"
6. "Pharaoh"
7. "Innocence and Science"
8. "Missionary"
9. "Chant No. 1 (I Don't Need This Pressure On) (Remix)"
10. "Instinction (Remix)"
11. "Paint Me Down (Remix)"
12. "Coffee Club (Remix)"
13. "She Loved Like Diamond (Remix)"

Disc 2
1. "Feel The Chant (7" Versión)"
2. "Man With Guitar"
3. "Gently"
4. "Chant No. 1 (I Don't Need This Pressure On) (12" Versión)"
5. "Feel The Chant (12" Versión)"
6. "Paint Me Down (12" Versión)"
7. "Re-Paint"
8. "Instinction (Trevor Horn Remix)"
9. "The Freeze (BBC In Concert)"
10. "To Cut A Long Story Short (BBC In Concert)"
11. "Glow (BBC In Concert)"
12. "Paint Me Down (BBC In Concert)"
13. "Instinction/Chant No. 1 (BBC In Concert)"